# Ноорт, Адам ван
Адам ван Ноорт, Адам ван Норт (нидерл. Adam van Noort; 1562, Антверпен — 1641, Антверпен) — фламандский живописец, архитектор, рисовальщик витражей Золотого века Нидерландов. Писал картины на мифологические и библейские сюжеты.

## Биография
Адам Ван Норт родился и умер в Антверпене. Он был сыном Ламберта ван Ноорта из Амерсфорта и Кейтлин ван Брокхейсен из Зволле. Его родители обосновались в Антверпене, где Ламберт в 1549 году стал членом местной Гильдии Святого Луки.
Адам ван Ноорт, вероятно, учился рисунку и живописи в мастерской отца, но, поскольку отец умер, когда он был ещё ребёнком, у него, должно быть, были и другие учителя. В 1587 году он посетил Италию, и в том же году стал мастером Гильдии Святого Луки. С 1597 по 1602 год он был деканом гильдии.
Он также был членом и деканом палаты риторов Де Виольерен. У него были проблемы с Гильдией, которая обвиняла его в плохом управлении счетами и незаконном присвоении средств. Первый конфликт возник, когда ван Ноорт вознамерился использовать некоторые деревянные панели для создания картины, которую он хотел подарить Гильдии в память о своей службе в качестве декана. Некоторые члены гильдии возражали против его действий, и он был вынужден отказаться от этой идеи. Второй конфликт возник из-за того, что Адам не привёл в порядок счета, когда перестал быть деканом.
Адам ван Ноорт был женат на Элизабет Найтс, с которой у него было пятеро детей. Он также добился финансового успеха и смог приобрести несколько домов в Антверпене. После 1630 года он перестал заниматься живописью. Он составил завещание 31 августа 1640 года и умер в сентябре того же года.
Адам ван Ноорт был авторитетным художником-педагогом. Среди его учеников наиболее известны Хендрик ван Бален, Питер Пауль Рубенс, Себастьян Вранкс, Якоб Йорданс, а также Фердинанд ван Апсховен Старший, Артус де Брёйн, Хендрик ван дер Эдт, Ремолдус Эйнхаут и Хендрик ван Херп. Общее число учеников ван Норта составляло около 35 человек. Йорданс женился на дочери ван Ноорта, Элизабет, и оказал влияние на живопись своего учителя и тестя.

## Творчество
Ван Ноорт писал в основном картины на религиозные сюжеты и портреты. Он сотрудничал с Мартеном де Восом и Амброзиусом Франкеном. Тяготея к фламандскому маньеризму, он, под влиянием романистских произведений Франса Флориса, разработал собственный итальянизирующий стиль.
Совместно с Мартеном де Восом и Амброзиусом Франкеном в 1594 году ван Ноорт участвовал в оформлении «Торжественного въезда в Антверпен эрцгерцога Эрнеста Австрийского». С приходом в его мастерскую Якоба Йорданса, Ноорт усвоил экспрессию и пафос живописи барокко.

## Галерея

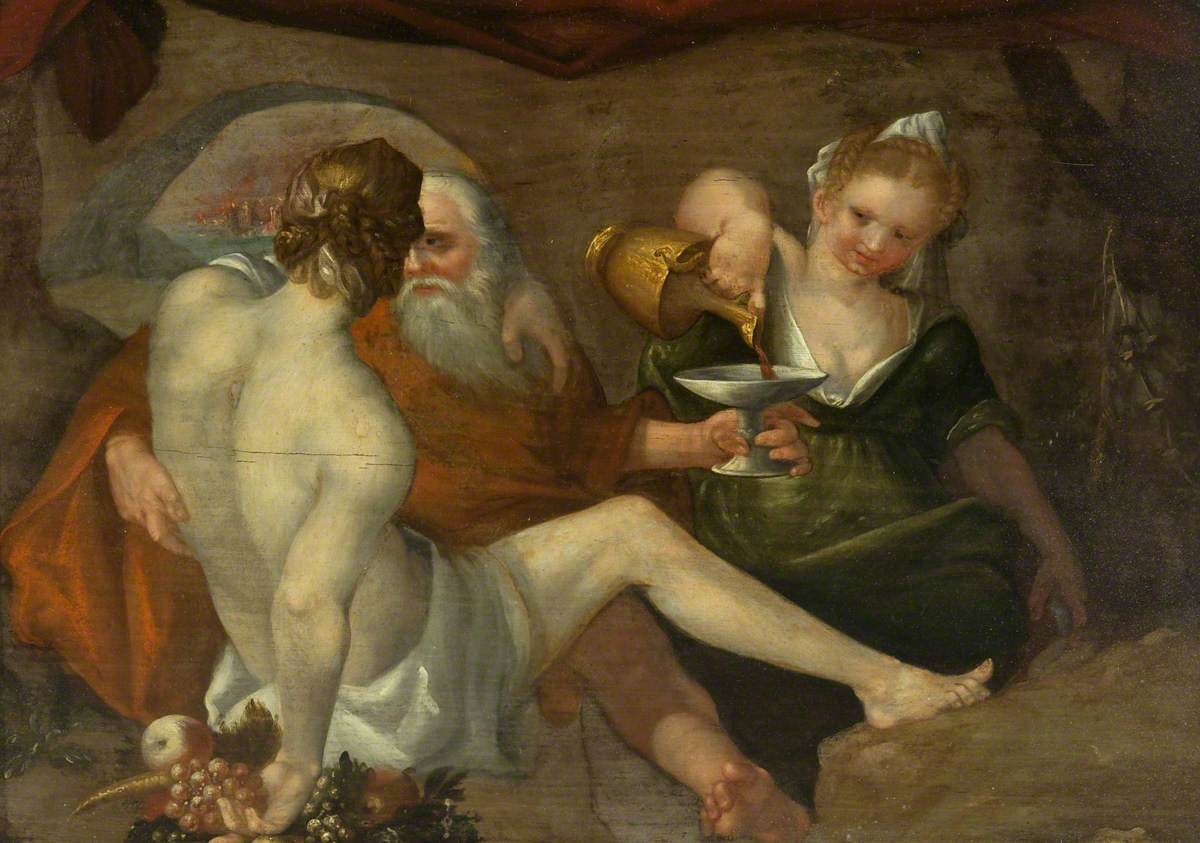
Лот с дочерьми (атрибутируется).  Между 1600 и 1641. Дерево, масло. Художественная галерея, Бристоль, Англия
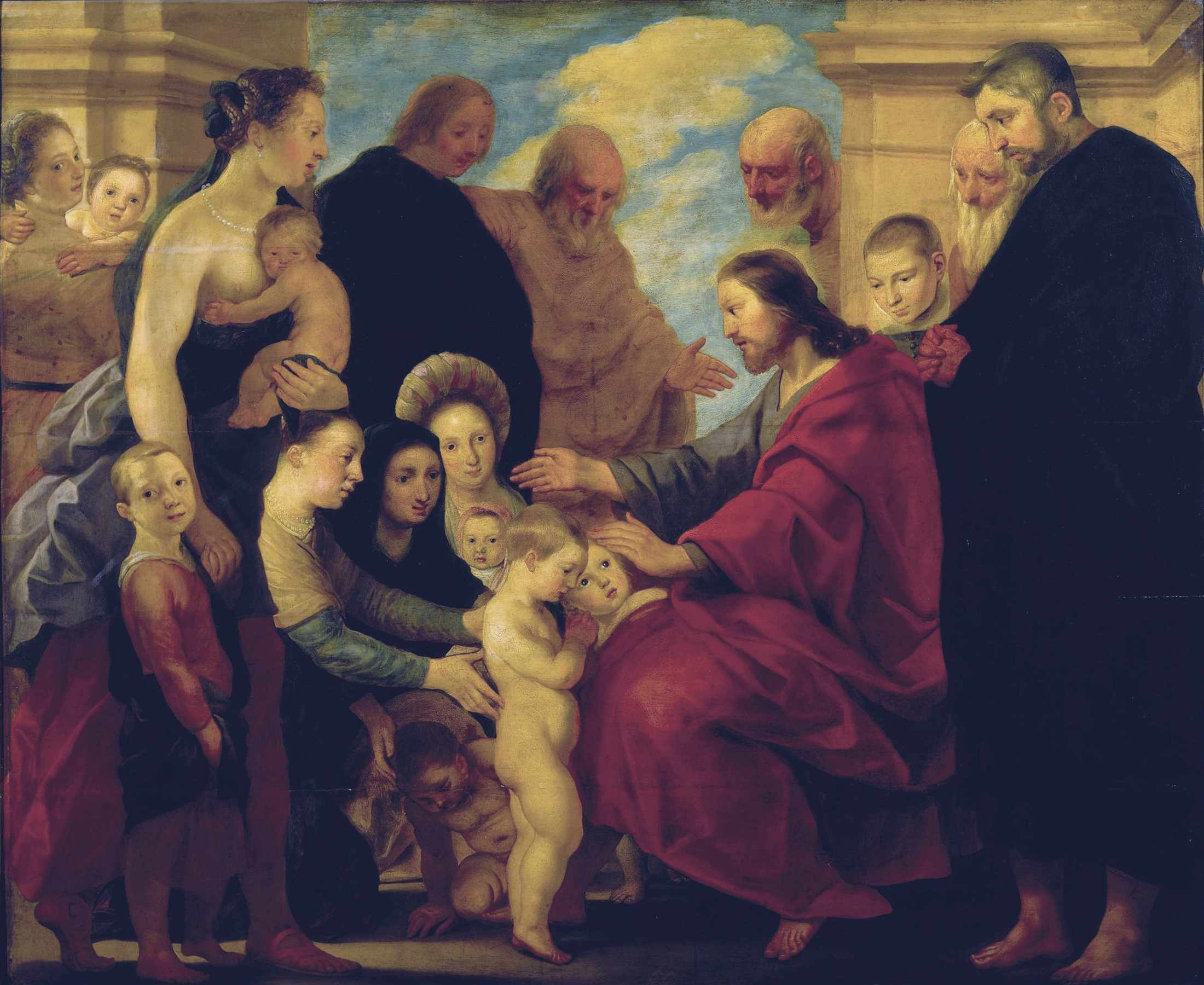
Дети, придите ко Мне. Между 1600 и 1641. Дерево, масло. Королевские музеи изящных искусств, Брюссель
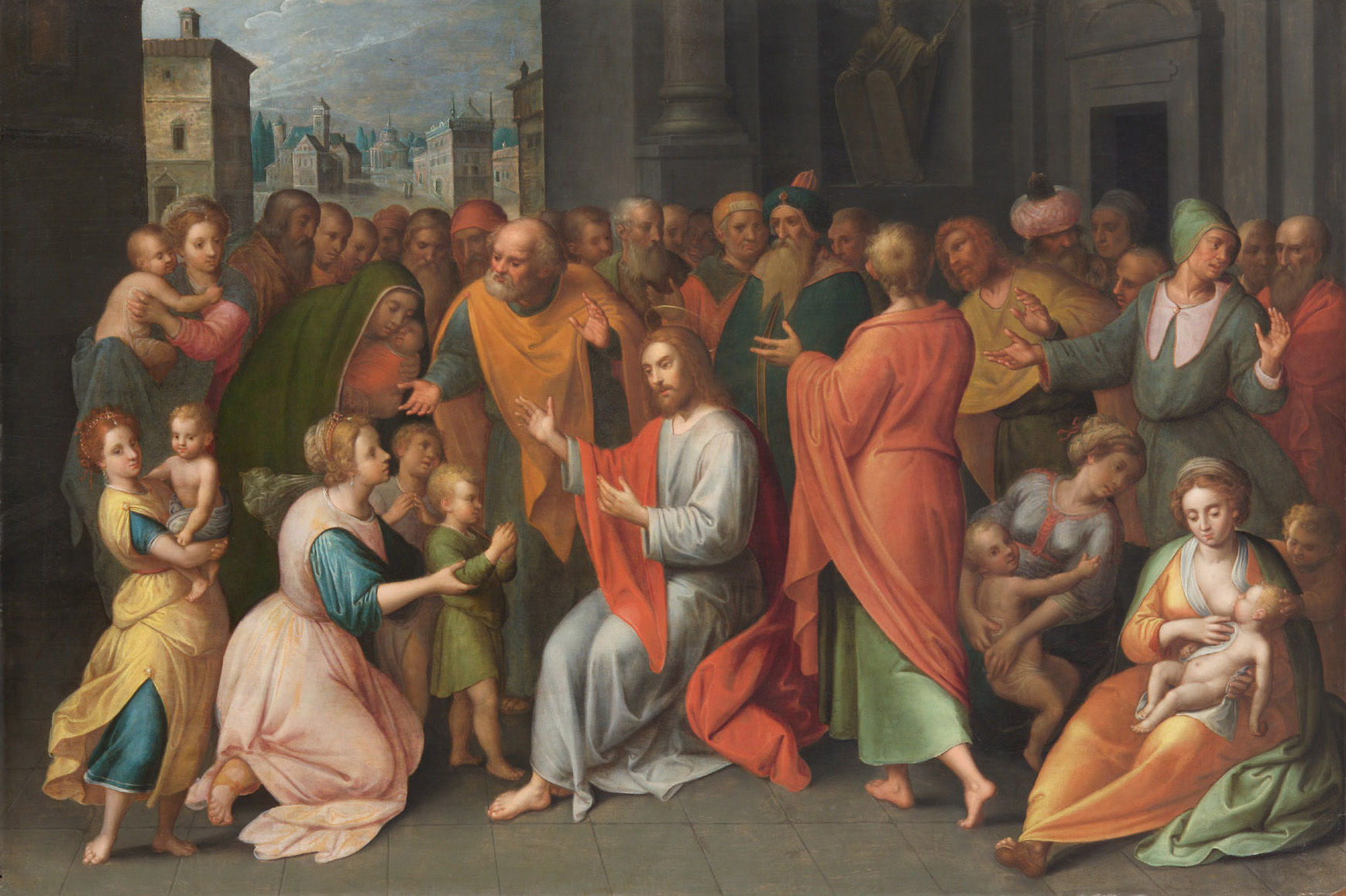
Христос благословляет детей. Деерво, масло. Музей истории искусств, Вена
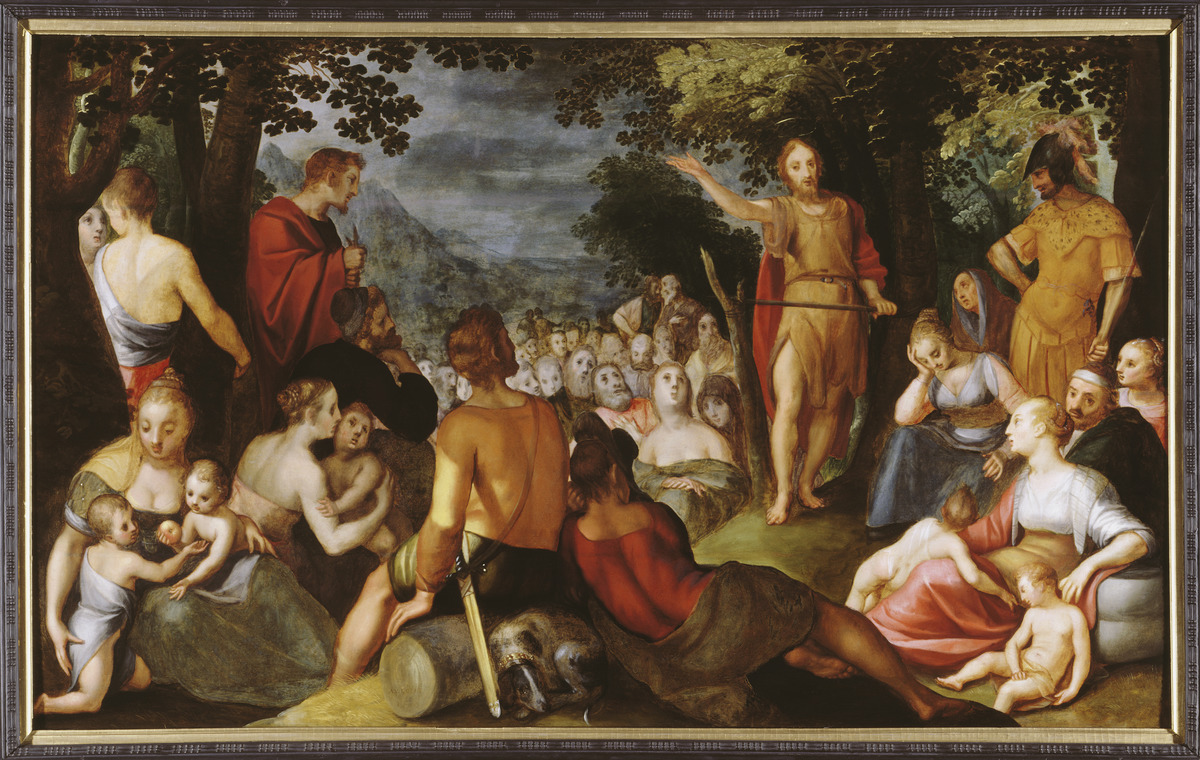
Проповедь Иоанна Крестителя. 1601. Дерево, масло. Дом Рубенса, Антверпен
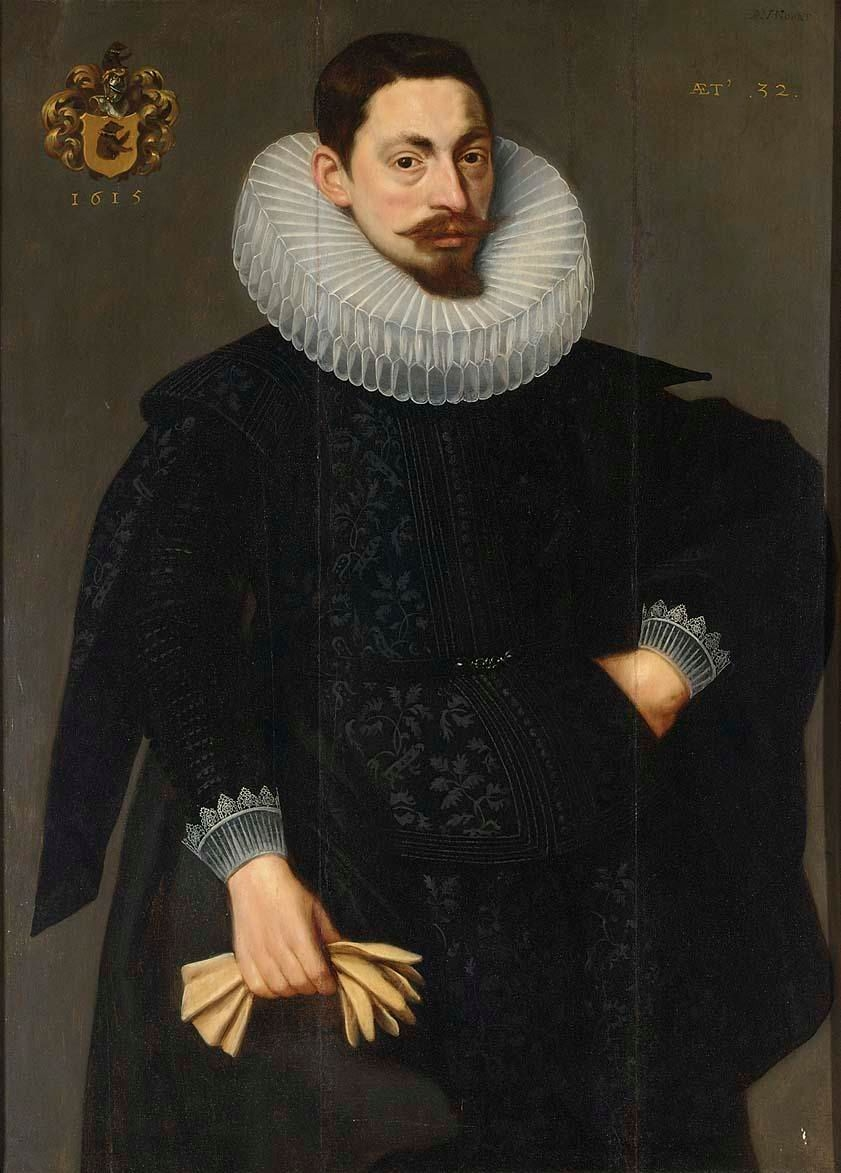
Портрет бородатого человека. 1615. Дерево, масло. Частное собрание
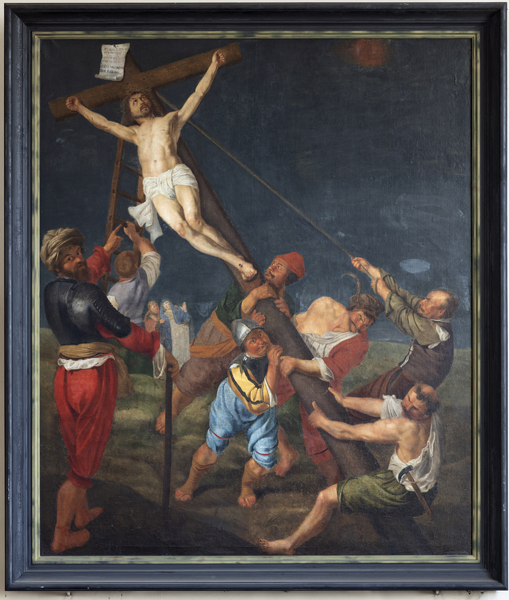
Воздвижение креста. Деерво, масло. Приходская церковь Синт-Амандускерк, Беллегем, Бельгия
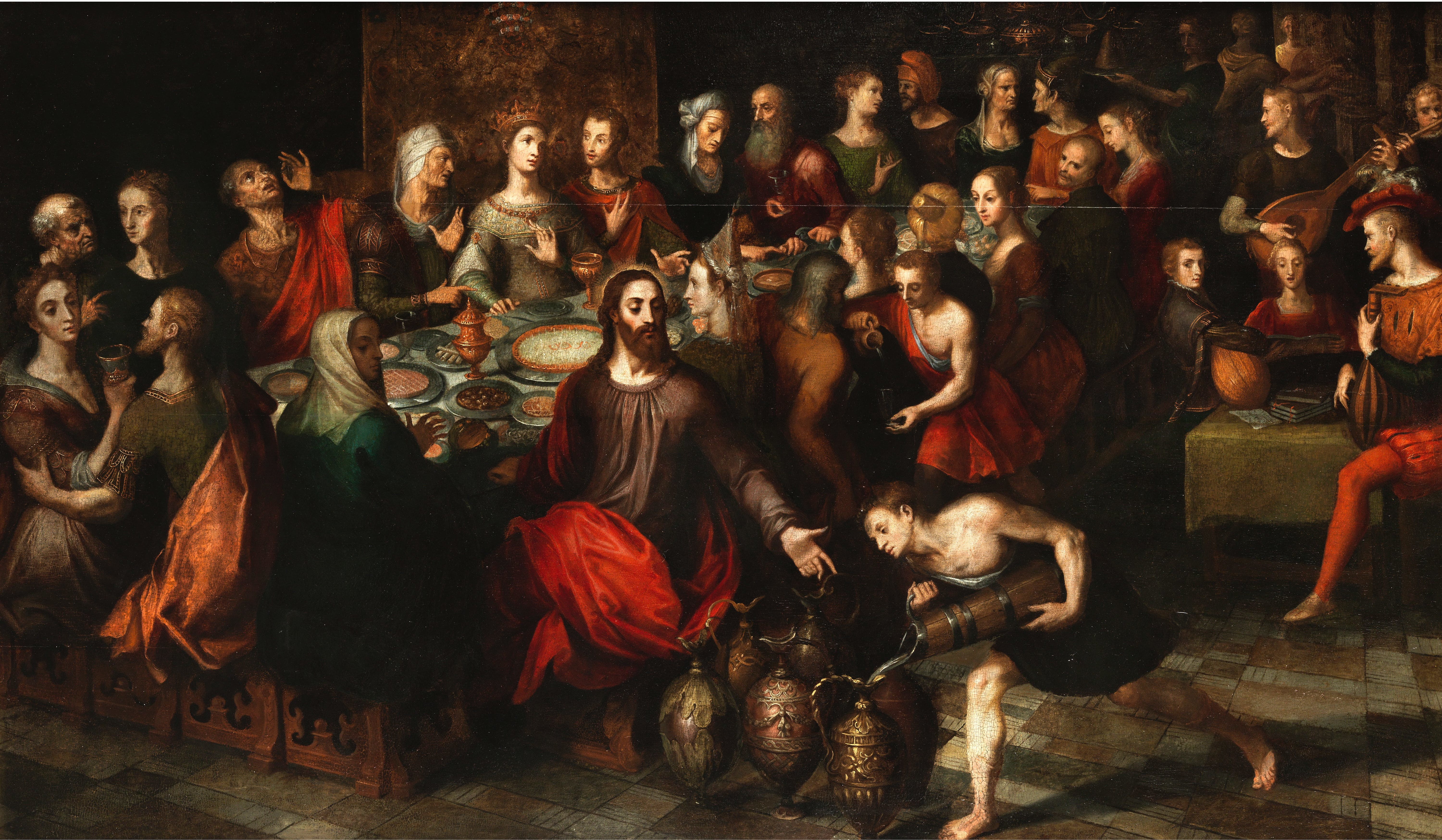
Брак в Кане Галилейской. Между 1587 и 1641. Дерево, масло. Частное собрание